# Bloomington, Kalifornien
Bloomington är en ort (CDP) i San Bernardino County, i delstaten Kalifornien, USA. Enligt United States Census Bureau har orten en folkmängd på 23 851 invånare (2010) och en landarea på 15,5 km².